# Мондерканж
Мондерканж (люкс. Monnerech, фр. Mondercange) — коммуна в Люксембурге, располагается в округе Люксембург. Коммуна Мондерканж является частью кантона Эш-сюр-Альзетт. В коммуне находится одноимённый населённый пункт.
Население составляет 6207 человек (на 2008 год), в коммуне располагаются 2374 домашних хозяйств. Занимает площадь 21,40 км² (по занимаемой площади 48 место из 116 коммун). Наивысшая точка коммуны над уровнем моря составляет 337 м. (101 место из 116 коммун), наименьшая 273 м. (82 место из 116 коммун).

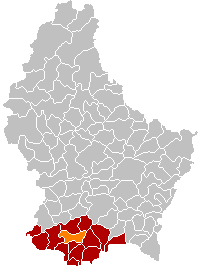
Оранжевый цвет - коммуна Мондерканж, красный - кантон Эш-сюр-Альзетт.